# SS Cotopaxi
SS Cotopaxi là tàu sân bay thiết kế 1060 của Hạm đội khẩn cấp (EFC) được thiết kế cho Ủy ban vận tải Hoa Kỳ (USSB) theo chương trình đóng tàu khẩn cấp trong Chiến tranh Thế giới thứ nhất. Con tàu được hạ thủy vào ngày 15 tháng 11 năm 1918, và được đặt theo tên của núi lửa Cotopaxi ở Ecuador. Tàu đến Boston ngày 22 tháng 12 năm 1918 để bắt đầu hoạt động cho USSB cho đến ngày 23 tháng 12 năm 1919 khi Cotopaxi được giao cho Công ty Hàng hải Clinchfield theo điều khoản bán hàng.
Trong quá trình hoạt động cho USSB, con tàu đã bị hư hại nghiêm trọng tại một căn cứ trên bờ biển Brazil và sau đó, hoạt động cho Clinchfield Navigation, đã tham gia vào một vụ va chạm với tàu kéo ở Havana dẫn đến tàu kéo bị chìm. Tàu và một phi hành đoàn gồm ba mươi hai người đã biến mất vào tháng 12 năm 1925, khi đang trên đường từ Charleston, Nam Carolina, Hoa Kỳ, đến Havana, Cuba với một chuyến hàng chở than.
Xác tàu được phát hiện vào những năm 1980 nhưng không được xác định cho đến tháng 1 năm 2020.